# PJ航空救難團
《PJ航空救難團》是朝日電視台於2025年4月24日至6月19日播出的週四晚間九點連續劇，由內野聖陽主演。
講述位於航空自衛隊小牧基地（愛知縣小牧市）的救難教育隊的故事。

## 登場人物

### 主要人物
- 宇佐美誠司〈50〉：內野聖陽

擔任培育航空自衛隊航空救難團（簡稱「PJ」〈Pararescue Jumper〉）隊員的救難教育隊的主任教官。階級為空曹長。

### 救難教育隊

#### 訓練生
- 澤井仁〈23〉：神尾楓珠[2]

幼時與父親爬山時遭遇山難被救難團救出，立志成為當時幫助父親的男人，因而進入航空自衛隊，首次參加救難團的選拔就通過。階級為空士長。
- 藤木紗耶香（藤木さやか）〈26〉：石井杏奈[2]

首位通過選拔的女性隊員。運動能力出色，高中時的游泳成績是全國前茅。階級為三等空曹。
- 白河智樹〈27〉：前田拳太郎[2]

幼時父親因事業失敗不知去向，母親也因為身心問題放棄育兒，自此便成長於養護設施。為了成為養護設施裡孩子們的希望與英雄，立志成為救難員。第二次參與選拔，以最高分成績進入救難團。階級為三等空曹。
- 長谷部達也〈26〉：渡邊碧斗[2]

父親是自衛隊幹部，為了擺脫父親的光環走出屬於自己的人生道路而立志成為救難員。有懼高症。階級為三等空曹。
- 西谷蘭迪（西谷ランディー）〈24〉：草間Richard敬太（日语：草間リチャード敬太）[2]

明明是日本人，卻常常被認為是住在日本的外國人。為此加入自衛隊是因為想從事一份只有日本人才能做的工作。討厭紛爭，善解人意。階級為空士長。
- 東海林勇氣〈28〉：犬飼貴丈[2]

學生長。訓練生中最年長，也是唯一的已婚者。在新聞中看到災區的救援工作後，對救援工作產生了興趣。進入自衛隊後，於最後一年在救難團選拔中合格。階級為三等空曹。
- 近藤守〈26〉：前田旺志郎[2]

性格天然、樂天。因2年前在自衛隊雜誌『MAMORE』中看到藤木的採訪而成為粉絲，以PJ為目標。階級為三等空曹。

#### 教官
- 滝岡賢〈50〉：長谷川朝晴（日语：長谷川朝晴）[3]

救難搜索機U-125A的操縱飛行員。宇佐美的同期。階級為三等空佐。
- 中林誠〈35〉：高岸宏行（日语：高岸宏行）[3]

新人教官兼救難員。階級為一等空曹。
- 森野明里〈30〉：野村麻純（日语：野村麻純）[3]

救難直升機UH-60J的操縱飛行員。階級為二等空尉。
- 堀越正一〈54〉：宍戸開（日语：宍戸開）[3]

教育隊長。階級為二等空佐。
- 大山順一〈45〉：真島秀和[3]

救難員。階級為一等空曹。作風嚴厲。
- 仁科蓮〈40〉：濱田岳[3]

救難員。宇佐美的首位學生。階級為一等空曹。

### 宇佐美的家庭
- 乃木勇菜〈21〉：吉川愛[3]

宇佐美的女兒。大學4年級。雙親離婚後，與母親同住。對父親長年忽略家庭感到不滿，但因畢業論文開始接觸航空救難團。
- 乃木真子〈50〉：鈴木京香[4]

宇佐美的前妻。在自衛隊入間醫院擔任護士長。

### 澤井家
- 澤井瑞枝〈49〉：奧貫薫（日语：奧貫薫）[5]

仁的母親。
- 上杉幸三〈39〉：和田正人[5]

仁的父親。12年前，與兒子攀登雪山時遭遇山難身亡。

### 仁科家
- 仁科芽衣〈35〉：黑川智花[5]

蓮的妻子。正懷著第二位孩子。
- 仁科正太郎：小野晄士朗（第5話 - 第8話）

蓮與芽衣的長子。
- 仁科流星：篠原末光（第6話 - 第8話）

蓮與芽衣剛出生的孩子。

## 製作團隊
- 劇本：高橋泉（日语：髙橋泉）
- 配樂：高見優（日语：髙見優）、大隅知宇（日语：大隅知宇）
- 主題曲：Vaundy（SDR / Sony Music Labels Inc.）[6]
- 導演：平川雄一朗、吉野主、常廣丈太（日语：常廣丈太）
- 監製：服部宣之（日语：服部宣之）（朝日電視台）
- 製作人：後藤達哉（朝日電視台）、中込卓也（日语：中込卓也）（朝日電視台）、森川真行（日语：森川真行）（FINE ENTERTAINMENT）、清家優輝（FINE ENTERTAINMENT）
- 協力：防衛省、航空自衛隊
- 制作協力：FINE ENTERTAINMENT（日语：ファインエンターテイメント）
- 制作著作：朝日電視台

## 播出日程
- 第1話加長6分鐘（21:00 - 22:00）。

| 集數                                                                      | 播出日期 | 副標題 | 導演       | 收視率 |
| ------------------------------------------------------------------------- | -------- | ------ | ---------- | ------ |
| 第1話                                                                     | 4月24日  |        | 平川雄一朗 | 8.8%   |
| 第2話                                                                     | 5月01日  |        | 平川雄一朗 | 6.4%   |
| 第3話                                                                     | 5月08日  |        | 吉野主     | 6.8%   |
| 第4話                                                                     | 5月15日  |        | 吉野主     | 5.7%   |
| 第5話                                                                     | 5月22日  |        | 平川雄一朗 | 5.8%   |
| 第6話                                                                     | 5月29日  |        | 常廣丈太   | 6.2%   |
| 第7話                                                                     | 6月05日  |        | 常廣丈太   | 6.3%   |
| 第8話                                                                     | 6月12日  |        | 平川雄一朗 | 6.2%   |
| 最終話                                                                    | 6月19日  |        | 平川雄一朗 | 6.0%   |
| 平均收視率 6.5%（收視率由Video Research調查關東地區、家戶的即時統計資料） |          |        |            |        |

## 外部連結
- 官方网站－朝日電視台 （日語）
  - PJ航空救難團的X（前Twitter）
  - PJ航空救難團的Instagram帳戶
- 在Netflix上觀看《PJ航空救難團》

| 日本 朝日電視台 週四晚間九點連續劇  | 日本 朝日電視台 週四晚間九點連續劇      | 日本 朝日電視台 週四晚間九點連續劇 |
| ----------------------------------- | --------------------------------------- | ---------------------------------- |
|                                     | PJ航空救難團 （2025年4月24日－6月19日） |                                    |
| 私人銀行家 （2025年1月9日－3月6日） | 幸福的婚姻 （2025年7月17日－）          |                                    |